# Sven Biscop
Sven Biscop (Willebroek, 1976) is een politiek wetenschapper en deskundige op vlak van Defensie.

## Biografie
Biscop studeerde politiek wetenschappen aan de Universiteit van Gent alwaar hij momenteel ook doceert. Hij is ook vaste gastspreker aan de Koninklijke Militaire School en de Volksuniversiteit van China.
Daarnaast is hij directeur van het programma Europa in de wereld van het Egmontinstituut (FOD Buitenlandse Zaken). Hij is tevens Honorary fellow van het Europese Veiligheids en Defensiecollege (ESDC) en lid van de Koninklijke Academie voor Overzeese Wetenschappen van België.

## Erkentelijkheden
- 2017 - Grand Decoration of Honour (Oostenrijk)
- 2020 - Officier in de Kroonorde[5]
- 2024 - Commandeur in de Kroonorde[6]

## Publicaties (selectie)
- The European security strategy (2005), boek
- strategy and armed forces: the making of a distinctive power (2011), boek
- Grand Strategy in 10 kernwoorden, Hoe de grootmachten de koers van de wereldpolitiek bepalen. (2021)
- Grand Strategy in 10 Words, a guide to great power politics in the 21st century (2021)
- This is not a new world order, Europe rediscovers geopolitics from Ukraine to Taiwan, (2024) OWL Press, ISBN 9789464946420